# 巴林航空
巴林航空（阿拉伯语：‎），是巴林王国已結業的低成本航空公司，於2007年成立，翌年2月1日开始运营。巴林航空的枢纽机场为巴林国际机场。

## 航點
截至2010年3月的航點如下：
- 巴林
  - 巴林国际机场 （基地）
- 孟加拉
  - 达卡 - 齊亞國際機場
  - 吉大港 - 沙阿瑪納國際機場
- 埃及
  - 亞歷山卓 - 亞歷山大國際機場
- 印度
  - 孟买 - 希瓦吉機場
  - 柯枝 - 柯枝国际机场
  - 科泽科德 - 科泽科德国际机场
- 伊朗
  - 馬什哈德 - 哈希米内賈德國際機場
- 伊拉克
  - 巴格达 - 巴格達國際機場
  - 納杰夫 - 納杰夫國際機場（英语：Al Najaf International Airport）
- 约旦
  - 安曼 - 阿勒娅王后国际机场
- 科威特
  - 科威特國際機場
- 黎巴嫩
  - 贝鲁特 - 拉菲克哈里里國際機場
- 尼泊尔
  - 加德满都 - 特里布万国際机场
- 卡塔尔
  - 多哈 - 多哈国际机场
- 沙特阿拉伯
  - 利雅得 - 哈立德国王国际机场
  - 吉达 - 阿卜杜拉阿齊茲國王國際機場
- 苏丹
  - 喀土穆 - 喀土穆国际机场
- 敘利亚
  - 大马士革 - 大马士革國际机场
  - 阿勒颇 - 阿勒颇國际机场
- 土耳其
  - 伊斯坦堡 - 阿塔图尔克国际机场
- 阿聯酋
  - 阿布扎比 - 阿布扎比國際機場
  - 迪拜 - 迪拜国際机场

## 機隊
截至2010年5月27日，巴林航空的機隊如下：